# مطره سفلى (حديبو)

تعديل مصدري - تعديل

مطره سفلى هي إحدى قرى مديرية حديبو التابعة لمحافظة سقطرى، بلغ تعداد سكانها 30 نسمة حسب تعداد اليمن لعام 2004.